# Time to Rock
Time to Rock è un singolo di Gabry Ponte pubblicato nel 2002, estratto dall'album Gabry Ponte.
Il brano riprende una canzone di Roberto Molinaro, Euro 2000, pubblicata due anni prima. 

## Tracce
CD
1. Time to Rock (feat. Stefania Piovesan) (FM Edit) – 3:36 (Claudio Dettori, Gabry Ponte, Gianfranco Randone, Roberto Molinaro)
2. Time to Rock (feat. Stefania Piovesan) (Roby Molinaro Remix) – 5:13 (Claudio Dettori, Gabry Ponte, Gianfranco Randone, Roberto Molinaro)
3. Midnight (Roby Molinaro Remix) – 7:05
4. Got to Get (feat. Stefania Piovesan) (Morefloor Remix) – 6:23 (Gabry Ponte)
5. Got to Get (feat. Stefania Piovesan) (Original) – 4:06 (Gabry Ponte)

Durata totale: 26:23
Vinile 12"
Lato A
1. Time to Rock – 5:15 (Claudio Dettori, Gabry Ponte, Gianfranco Randone, Roberto Molinaro)

Lato B
1. Midnight – 7:03
2. Got to Get (Morefloor Remix) – 6:20 (Gabry Ponte)

## Classifiche
| Classifica (2004) | Posizione massima |
| ----------------- | ----------------- |
| Ucraina           | 24                |